# Teatro dell'opera e del balletto della Boemia settentrionale
Il teatro dell'opera e del balletto della Boemia settentrionale (in ceco Severočeské divadlo opery a baletu) si affaccia sulla piazza Lidické di Ústí nad Labem, comune del Distretto di Ústí nad Labem, nella Regione di Ústí nad Labem, Repubblica Ceca. L'edificio, ispirato allo stile neobarocco, risale all'inizio del XX secolo, è tra i più importanti della regione e viene considerato un monumento culturale nazionale.

## Storia

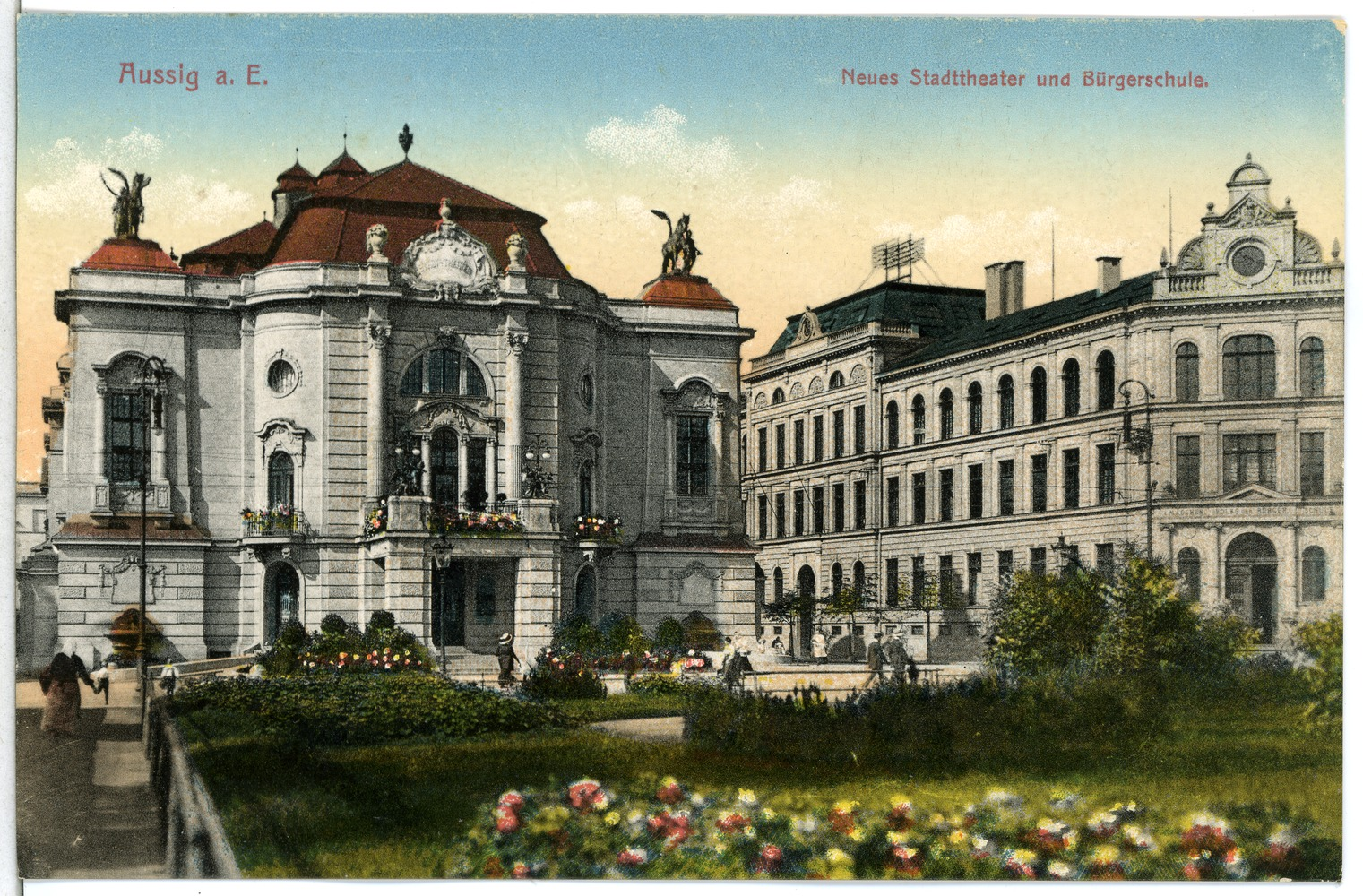
Il teatro in una fotografia del 1911

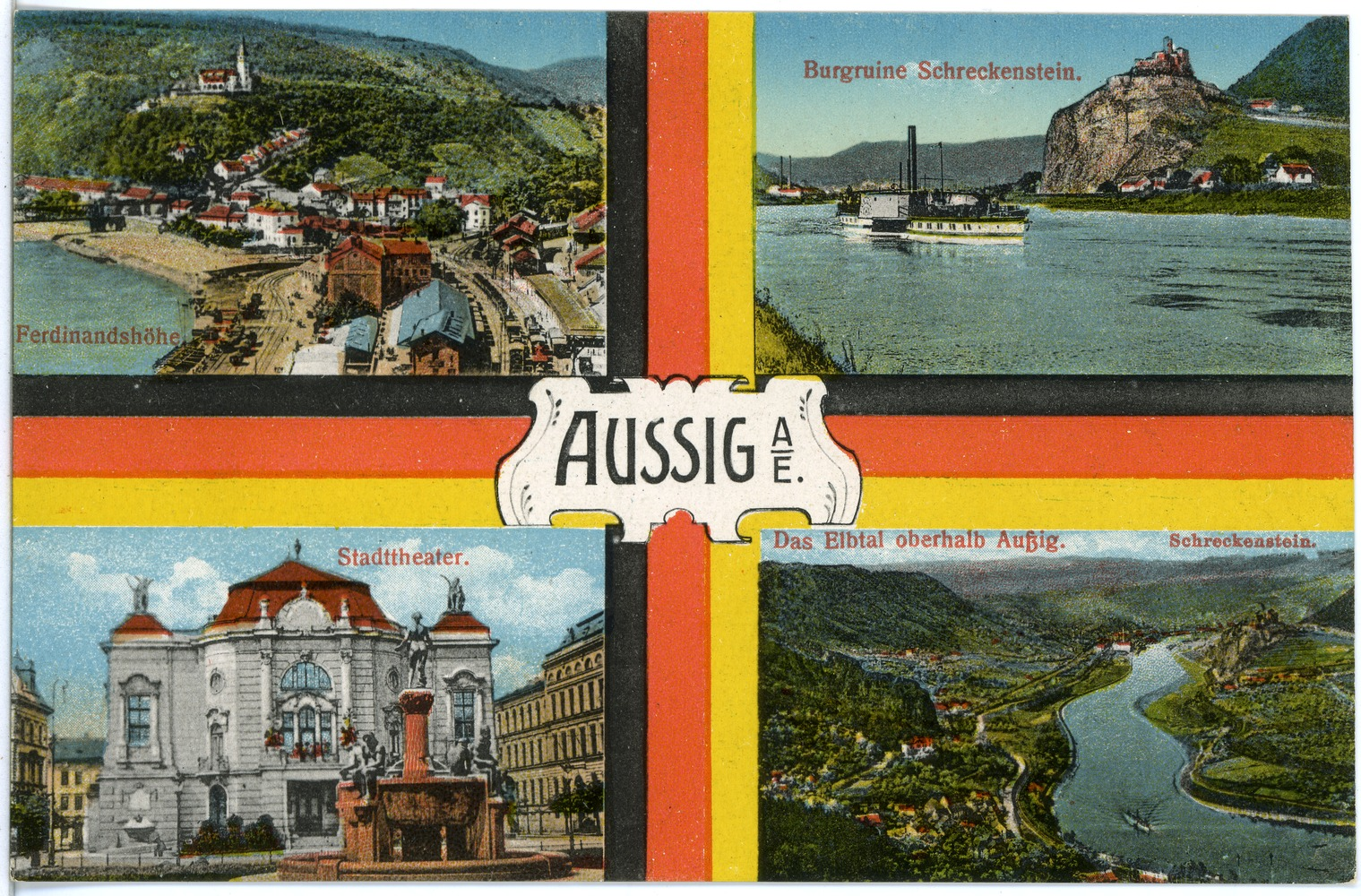
Cartolina illustrata del 1914 con vedute e monumenti di Ústí nad Labem, tra i quali il teatro e Castel Střekov

Nella seconda metà del XIX secolo Ústí nad Labem divenne gradualmente un importante centro dell'industria chimica e la città crebbe rapidamente. Le richieste sociali e culturali crebbero di conseguenza e il consiglio comunale, verso la fine del secolo, decise di costruire un teatro. Venne individuato il sito adatto secondo le indicazioni dell'architetto viennese Hermann Helmer. Era un luogo nel centro della città tra l'ufficio postale principale e la scuola, dove era stato presente uno stagno poi interrato sul fronte occidentale della futura piazza Lidické. Fu istituita una commissione teatrale per la costruzione del teatro che di conseguenza fu rinominata nell'anno 1903 Associazione per la costruzione di teatri. Il suo compito principale fu quello di ottenere gradualmente i finanziamenti necessari, cosa in cui ebbe un discreto successo. Riuscì a raccogliere centomila corone austriache nel corso di un anno e a ottenere l'impegno di assistenza finanziaria dall'Associazione degli industriali, dalla cassa di risparmio cittadina e dal birrificio locale. Nel 1906 il consiglio comunale raggiunse un accordo sulle dimensioni del teatro che avrebbe dovuto avere con una capienza di 700-800 persone. Uno dei requisiti più significativi sul quale si fece attenzione fu il numero sufficiente di posti a sedere economici puntando ad avere meno posti in palchetti. Inoltre la nuova struttura avrebbe dovuto integrarsi in modo adeguato con gli edifici già esistenti sia per la sua occupazione di suolo sia per la sua altezza. Alla fine dell'anno 1906 fu annunciato il concorso per presentare il progetto riservato solo ad architetti di nazionalità tedesca. Dopo le normali procedure e selezioni il progetto che ottenne più approvazioni fu quello dell'architetto austriaco Alexander Graf. Alexandr Graf aveva già esperienza con la progettazione di spazi teatrali, in particolare per aver collaborato con Franz von Krausz in occasione della costruzione del Volksoper Wien e per aver progettao il teatro di Znojmo. Intanto venne completato il teatro cittadino di Ostrava, per certi versi simile come concezione architettonica. Il progetto vincitore tuttavia non venne realizzato come nei piani anche perché, oltre al progetto di Graf, furono acquistati anche i disegni di Zasche e Bitzan e quello che risultò fu un edificio influenzato anche da questi architetti. L'incarico per la costruzione del teatro fu ottenuto dalla società Ústí di Alwin Köhler che iniziò i lavori nella primavera del 1908. La posa della prima pietra avvenne il 30 marzo del 1908 e l'edificio fu completato nell'estate del 1909. La prima rappresentazione, che coincise con la sua inaugurazione solenne, ebbe luogo il 21 settembre 1909 con l'opera teatrale Saffo di Franz Grillparzer.

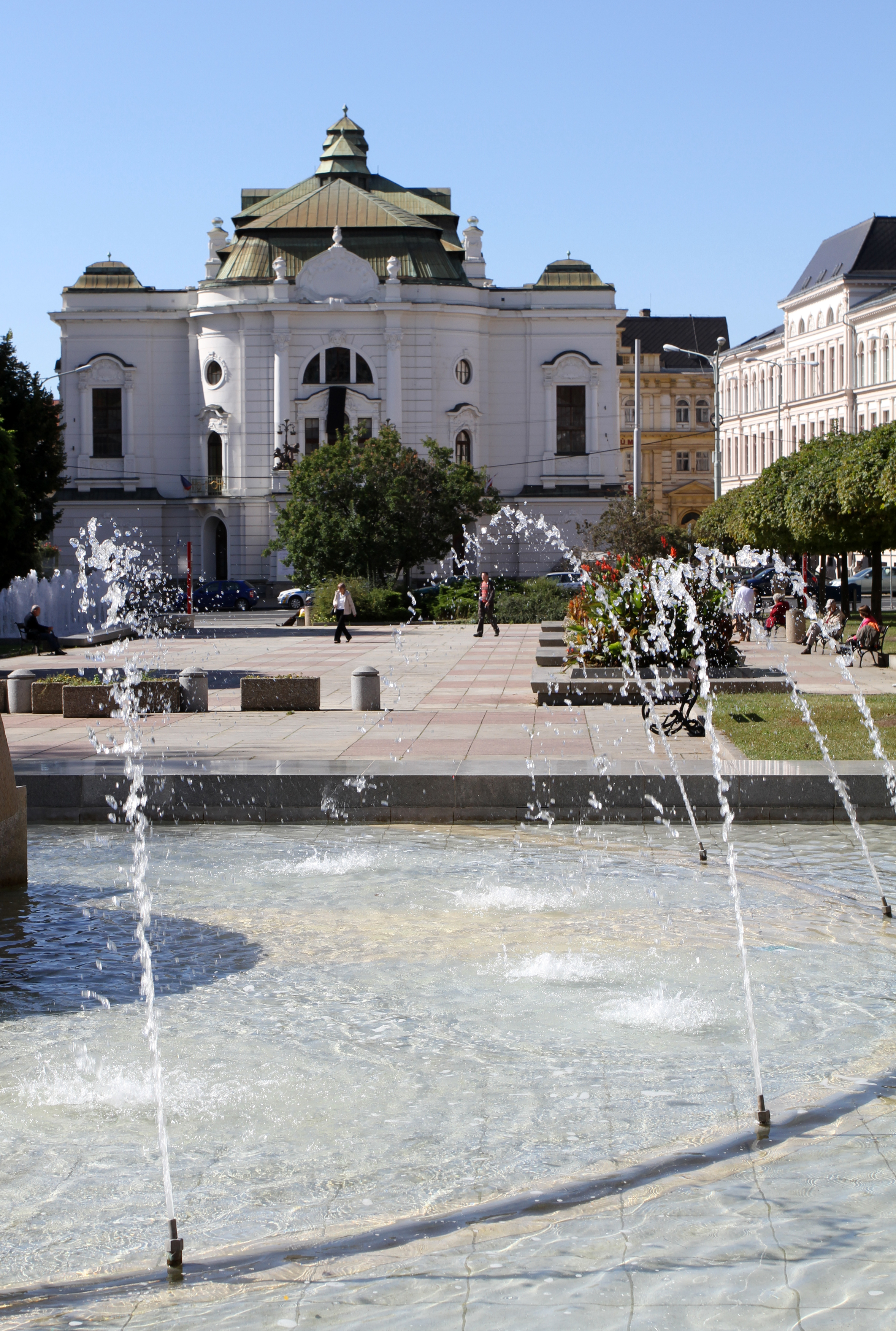
Teatro in Lidické náměstí, centro cittadino

I primi interventi di adattamento e ristrutturazione, con i necessari aggiornamenti delle attrezzaturedel teatro avvennero nel 1934 con l'introduzione di una nuova e più avanzata tecnologia di illuminazione oltre ad un sistema di riscaldamento automatizzato. Durante la seconda guerra mondiale le sculture in metallo di raffiguranti Pegaso e Genio che erano state poste sul tetto vennero requisite. Una ricostruzione più ampia ebbe luogo nel 1967, con la sostituzione dei sedili nell'auditorium e il graduale ampliamento del parterre. Con ogni probabilità, nello stesso periodo avvennero anche il collegamento e l'unificazione dello spazio dell'anfiteatro della galleria e del balcone. Anche i dipinti e le dorature degli interni furono rinnovati. La direzione del teatro in quel periodo spinse per la costruzione di un nuovo deposito per i costumi esterno. Venne inoltre eseguito il parziale rinnovo delle facciate e delle coperture dei tetti. Nel 1984 le condizioni della struttura risultarono critiche e fu necessaria una parziale ricostruzione secondo il progetto preparato dal gruppo di architetti dell'Istituto Regionale di Architettura guidato da Rudolf Berger. Il rinnovamento riguardò sia l'interno sia l'esterno. Il palcoscenico venne adeguato alle nuove tecnologie del momento. I lavori per il nuovo deposito per i costumi esterno al teatro sul lato sud dell'edificio storico iniziarono nel 1987 e vennero collegati all'edificio principale. Il teatro fu riaperto con una rappresentazione de La sposa venduta di Bedřich Smetana l'8 ottobre 1993.

## Descrizione

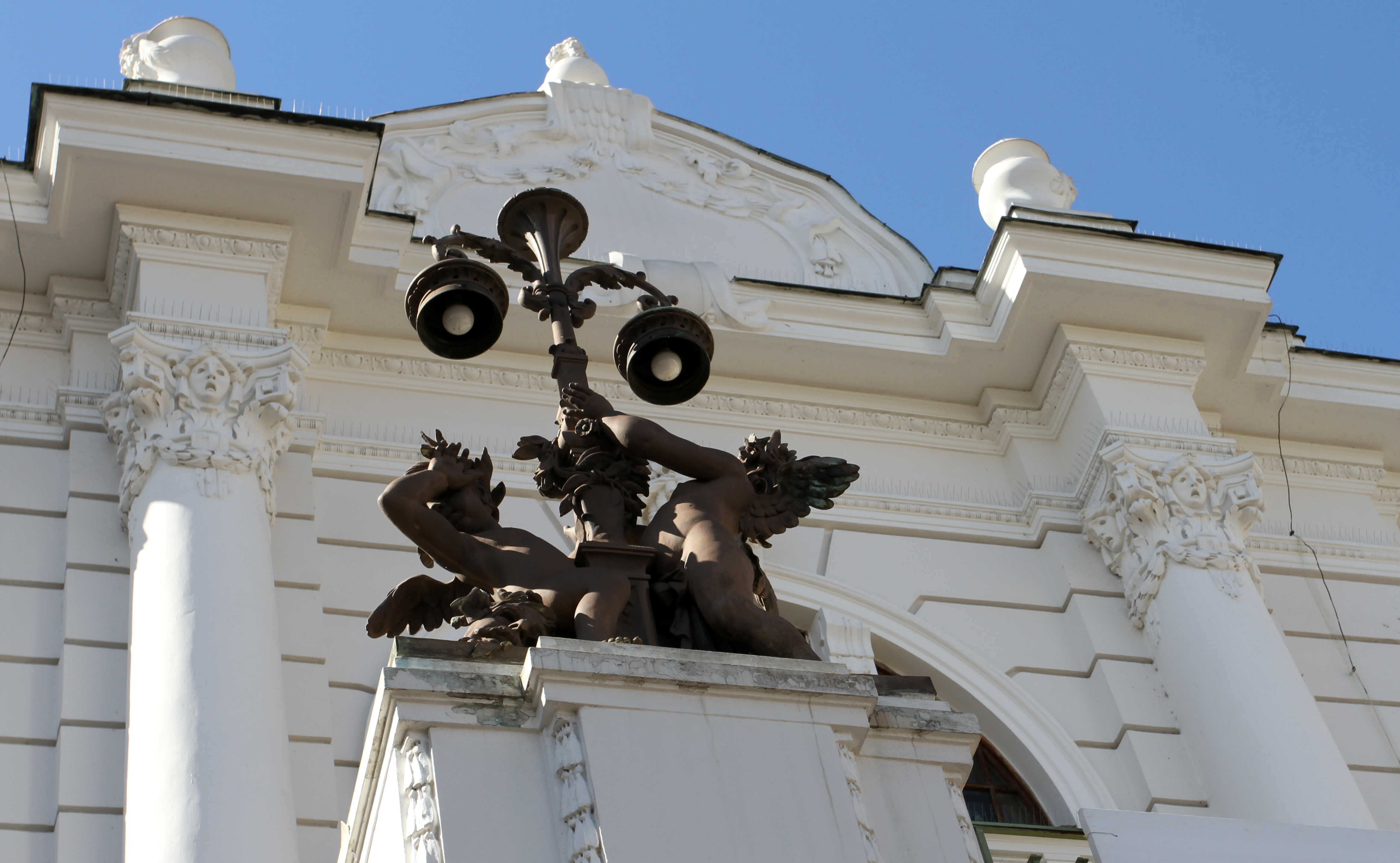
Particolare della facciata del teatro

Il teatro si trova al centro di Ústí nad Labem, comune della Regione di Ústí nad Labem in Repubblica Ceca. L'edificio si affaccia su piazza Lidické, sulla quale si trova anche il municipio e un tempo si trovava pure l'edificio delle poste. Sul lato nord della piazza si trova il museo cittadino. L'edificio è in mattoni, alcune parti sono in cemento armato. L'avancorpo arrotondato della facciata ospita il portico d'ingresso e ospita al primo piano una terrazza con ringhiere metalliche e candelabri completati da una coppia di amoretti. L'edificio ha un aspetto monumentale caratterizzato dalle alte finestre degli assi laterali. All'interno l'aspetto del soffitto del foyer del teatro riflette la costruzione in cemento armato dell'edificio. Gli spazi sono decorati con stucco neobarocco, decorazioni dorate che contrastano con la forma geometrica degli apparati di illuminazione in metallo. L'interno si sviluppa su una pianta a ferro di cavallo con balconata e galleria progettati a forma di anfiteatro. Le logge laterali e del proscenio a livello del balcone e della galleria hanno parapetti arrotondati con decorazioni in stucco a forma di conchiglie con i tre centrali sempre collegati da un parapetto comune. Il valore monumentale dell'edificio attiene all'architettura eclettica di qualità, compresa la sua decorazione.

### Monumento culturale della Repubblica Ceca
La tutela dei monumenti della Repubblica Ceca considera il teatro dell'opera e del balletto della Boemia settentrionale un monumento culturale nazionale tutelato col numero di catalogo 1000155810.